# Chester Gorham Osborne
Chester Gorham Osborne (Portsmouth (New Hampshire), 18 september 1915 – Center Moriches (New York), 26 december 1987) was een Amerikaans componist, muziekpedagoog, trompettist en schrijver.

## Levensloop
Osborne studeerde aan het New England Conservatory in Boston (Massachusetts) met de hoofdvakken trompet en compositie. Zijn studies voltooide hij aan de Northwestern-universiteit in Evanston (Illinois). 
Aanvankelijk zag het erna uit, dat hij een schrijver zou worden, omdat hij al op zesjarige leeftijd een verhaal in de Worcester Sunday Telegram publiceerde. Later won hij een schrijverswedstrijd en publiceerde hij een sciencefictionverhaal in een Nationaal magazine. Hij was toen zeventien jaar oud. Alhoewel hij later vooral kinderboeken publiceerde, focuste hij zich toch op het componeren en werken als professionele trompettist en muziekpedagoog. 
Als muziekpedagoog doceerde hij in openbare scholen in de staten Massachusetts en New York. 
Tijdens de Tweede Wereldoorlog was hij trompettist in de 355. United States Army Band. Later was hij trompettist in het Boston Symphony Orchestra toen Arthur Fiedler het orkest dirigeerde. Osborne was erelid van de MENC (National Association for Music Education) en heeft met zijn broer Richard N. Osborne in coproductie verscheidene artikelen in vakbladen en magazines gepubliceerd, bijvoorbeeld in het Music Educators Journal. 
Als componist schreef hij vooral werken voor harmonieorkest en koren, maar ook kamer- en ensemblemuziek.

## Trivia
In de laatste woonplaats van Osborne werd in de "Center Moriches High School" de theater- en concertzaal naar hem benoemd: Chester G. Osborne Auditorium.

## Composities

### Werken voor harmonieorkest
- 1946 The Silver Anchor, ouverture
- 1975 Connemara Sketches - A Folk Song Suite, drie Goidelische volksliederen
  1. The Miller's dram
  2. Along the Ocean shore
  3. The Blacksmith and his Son
- 1981 The Piper And The Captain, suite
- 1983 The Heathery Mountain
- Island Overture
- Treasure Island, voor piano en harmonieorkest

### Werken voor slagwerk
- Diversions For Drummers

## Publicaties

### Boeken
- The First Bow And Arrow, geïllustreerd door Richard N. Osborne, Chicago, New York, Toronto. Wilcox & Follett Co. 1951. 88 p., (2nd, 1952; 3rd printing, 1957)
- The First Puppy, foreword by Melville J Herskovits, Dept. of Anth., NorthWestern University. geïllustreerd door Richard N. Osborne, New York. Wilcox & Follet. 1953. 128 p., (2nd, 3rd printings)
- The First Lake Dwellers, foreword by Melville J Herskovits, Dept. of Anth., NorthWestern University. geïllustreerd door Richard N. Osborne, New York. Follett Publishing Company, 1956. 126 p.,
- The First Wheel, geïllustreerd door Richard N. Osborne, Chicago. Follett Publishing Co., 1959. 128 p
- The Wind And The Fire, geïllustreerd door Rafaello Busoni. Englewood Cliffs, New Jersey, Prentice Hall Press. 1959.
- The Silver Anchor : Route of Wanderer, geïllustreerd door Brendan Lynch, Chicago. Follett Publishing Company; 1st edition  1967. 160 p.
- The Memory String, New York. Atheneum. 1984. 154 p., ISBN 068931020X

### Artikelen
- Long Wood, 1968.
- The Rev. Phinehas Robinson, 1969.
- Dr. Daniel Robert, 1746-1804, 1957.
- Respose to Mrs Bigelows article - "The Tangier Smiths" - A few corrections and suggestions by Chester G. Osborne, 1973.